# Sveriges Radio P1
Sveriges Radio P1 – ogólnokrajowy program Szwedzkiego Radia, nadawany na terytorium Szwecji i Wysp Alandzkich. Jest najstarszym programem a jego emisję rozpoczęto w 1925 jako program mówiony. Jego słuchalność w r. 2009 wynosiła 11.9 proc.
Sloganem stacji jest Den talande kanalen – program mówiony. Program emitowany jest codziennie w godzinach 5.30 – 1.00. Stacja skupia się na polityce, kulturze, reportażu. Jest nadawana również w standardzie DAB.